# Crocus jablanicensis
Crocus jablanicensis ist eine Pflanzenart aus der Gattung der Krokusse (Crocus).

## Beschreibung
Die Knolle hat einen Durchmesser von 0,7 bis 1 Zentimeter und ist abgeflacht-kugelig. Die Knollenhülle ist papyrusartig und besteht aus dünnen Fasern, die undeutlich netzartig angeordnet sind. Die 2 oder 3, selten 4 Niederblätter sind weiß und papierartig. Die meist 2 bis 3, selten 4 Blätter sind zur Blütezeit kürzer als die Blüte, 1 bis 2,2, selten bis 2,5 Millimeter breit und kahl. Die Blüten erscheinen im Frühling. Meist ist je Pflanze nur eine vorhanden, seltener auch zwei. Sie sind weiß und duften nicht. Der Schlund ist weiß und kahl. Ein Prophyll ist nicht vorhanden. Trag- und Vorblatt sind vorhanden und unterschiedlich. Die Blütenröhre ist weiß und 3 bis 5 Zentimeter lang. Die Blütenhüllblätter sind gleich oder unterschiedlich, verkehrtlanzettlich, stumpf oder spitzlich, 2,2 bis 4 Zentimeter lang und 0,7 bis 0,9 Zentimeter breit. Die Staubfäden sind 0,7 bis 0,9 Zentimeter lang, weiß und kahl. Die Staubbeutel sind 0,6 bis 0,8 Zentimeter lang und gelb. Die Griffel sind weiß und meist länger als die Staubfäden. Sie sind undeutlich in drei Äste geteilt. Die Kapselfrüchte sind ellipsoidisch und 1 bis 1,7 Zentimeter lang. Die Samen sind fast kugelförmig und rötlich braun bis dunkelbraun.

## Vorkommen
Crocus jablanicensis kommt vom östlichen Albanien bis zum Gebirge Jablanica im Westen Mazedoniens vor. Die Art wächst in alpinem Grasland um Schmelzwasserflächen in Höhenlagen von 1800 bis 2100 Meter. Pflanzensoziologisch gehören die Standorte auf dem Strižak (Untergrund Schiefer) zum Verband Seslerion comosae Horvat 1935 und auf dem Krstač und Čuma (Untergrund Kalkstein) zum Verband Onobrychi—Festucion Horvat 1960. Crocus jablanicensis kommt unter anderem mit folgenden Arten vergesellschaftet vor:
- auf Kalkstein: Gentiana verna, Dianthus petraeus, Acinos alpinus, Nigritella nigra, Trifolium noricum, Pedicularis hoermaniana, Daphne oleoides
- auf Schiefer: Festuca paniculata, Thlaspi praecox, Pedicularis verticillata, Fritillaria macedonica, Crocus scardicus, Lilium albanicum, Geum montanum, Botrichium lunaria
- auf Kalkstein und Schiefer: Pimpinella saxifraga, Ranunculus montanus, Geranium subcaulescens, Primula veris

## Systematik
Die Art wurde 2007 im Gebirge Jablanica auf den Gipfeln Krstač, Strižak und Čuma entdeckt. 2012 wurde sie als Crocus jablanicensis von N. Randj. & V. Randj erstbeschrieben. Der Name Crocus jablanicensis bezieht sich auf den Fundort. Innerhalb der Gattung Crocus wird sie in die Sektion Nudiscapus, Serie Reticulati gestellt. Sie ähnelt morphologisch sehr den beiden Arten Crocus cvijicii und Crocus veluchensis.